# Tabant

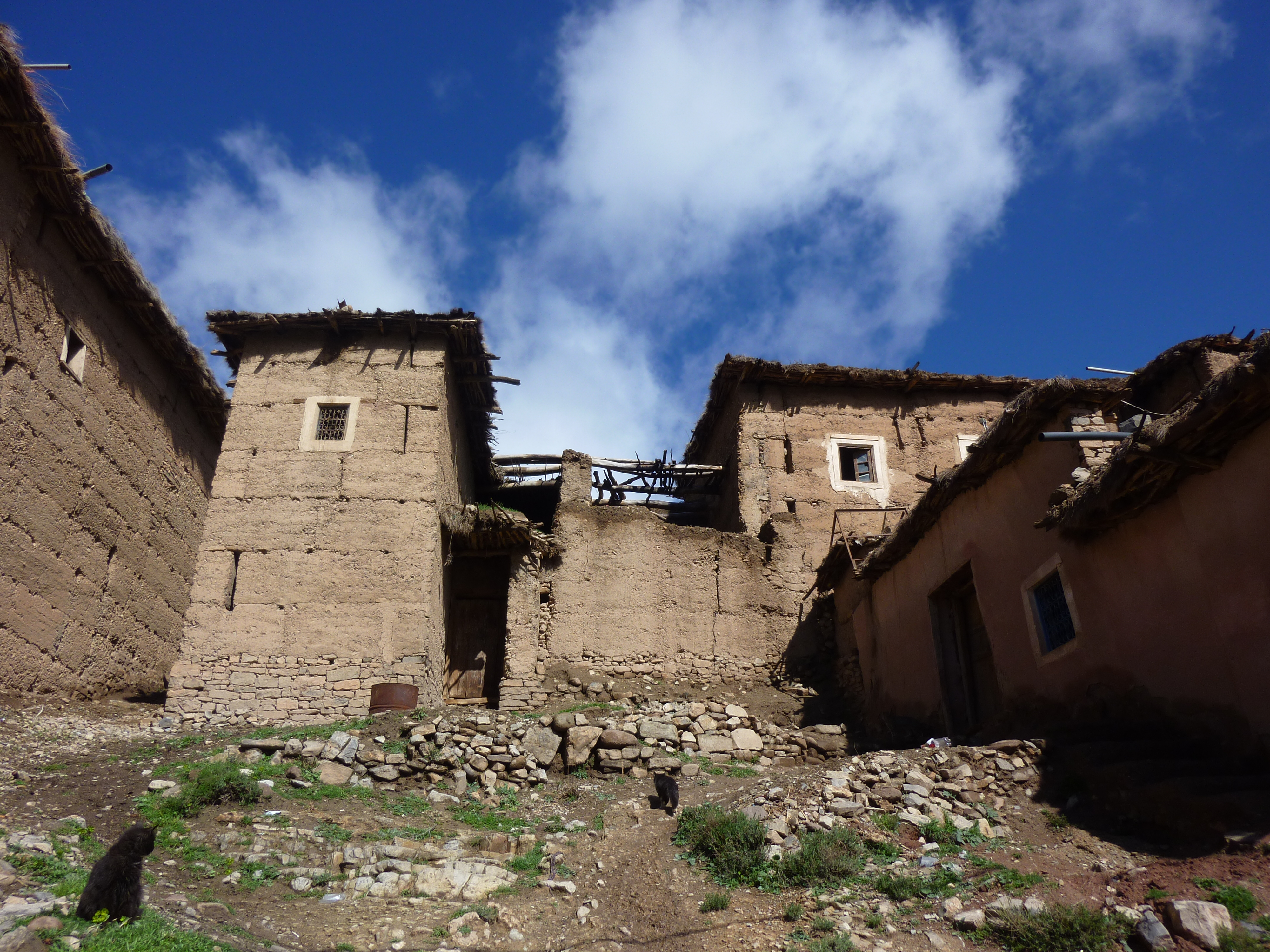
Alte Lehmhäuser in Tabant

Die Ortschaft Tabant (arabisch تبانت, Zentralatlas-Tamazight ⵜⴰⴱⴰⵏⵜ Tabant) ist das Markt- und Verwaltungszentrum des zum Hohen-Atlas-Gebirges gehörenden Aït Bougoumez-Tals in der Provinz Azilal in Marokko. Tabant ist Hauptort einer Landgemeinde (commune rurale) mit zahlreichen Dörfern und insgesamt etwa 16.500 Einwohnern.

## Lage und Klima
Der Ort Tabant liegt in einer Höhe von ca. 1860 m im Südosten des Aït Bougoumez-Tals am Fuß des über 4000 m hohen Jbel-M’Goun-Massivs. Die nächstgelegene größere Stadt ist die etwa 70 bis 80 km (Fahrtstrecke) in nordwestlicher Richtung gelegene Provinzhauptstadt Azilal. Die ebenfalls zur Gemeinde gehörenden Dörfer Timit und Ibakliwin befinden sich nur etwa 4 km westlich bzw. 2 km östlich. Wegen der Höhenlage ist das Klima nachts eher kühl, tagsüber dagegen eher warm; Regen (ca. 250–400 mm/Jahr) fällt nahezu ausschließlich im Winterhalbjahr.

## Bevölkerung
Gemeinde
| Jahr      | 1994   | 2004   | 2014   | 2024   |
| Einwohner | 11.598 | 13.012 | 14.963 | 16.401 |

Die Bevölkerung besteht zumeist aus Angehörigen verschiedener Berberstämme. Gesprochen wird ein regionaler Dialekt des Zentralatlas-Tamazight aber auch Marokkanisches Arabisch und etwas Französisch.

## Wirtschaft
Die meisten Bewohner des vergleichsweise fruchtbaren und oft sogar zwei Ernten pro Jahr ermöglichenden Aït Bougoumez-Tals sind Bauern, die auf ihren kleinen Parzellen Getreide (Weizen, Gerste), Gemüse (Kartoffeln, Bohnen, Zwiebeln, Tomaten etc.) und Früchte (Äpfel etc.) anbauen. In den letzten Jahrzehnten des 20. Jahrhunderts hat der (Trekking-)Tourismus eine gewisse Bedeutung für die Einnahmesituation der Bevölkerung erlangt.

## Geschichte und Sehenswürdigkeiten
Es gibt keinerlei schriftliche Aufzeichnungen zur Geschichte des Ortes. Sehenswert sind die aus Stampflehm gebauten Häuser der Dörfer in der Umgebung von Tabant und die vom – zeitweise schneebedeckten – M’Goun-Massiv überragte Landschaft.

## Trekking
Nahezu ganzjährig werden geführte Wander- und Trekkingtouren angeboten, in deren Rahmen auch die langgestreckte Gipfelkette des maximal 4071 m hohen Jbel M’Goun-Massivs bestiegen werden kann.